# إيما همفريز
إيما همفريز (بالإنجليزية: Emma Humphries)‏ (14 يونيو 1986 بويلينغتون في نيوزيلندا - ) هي لاعبة كرة قدم نيوزلندية في مركز الوسط. شاركت مع منتخب نيوزيلندا الوطني لكرة القدم للنساء.

## وصلات خارجية
- إيما همفريز على موقع الاتحاد الدولي (مؤرشف)  (الإنجليزية)
- إيما همفريز على موقع قاعدة بيانات كرة القدم.إي يو (الإنجليزية)